# 作陽学園高等学校
作陽学園高等学校（さくようがくえんこうとうがっこう、英語: Sakuyo Gakuen High School）は、岡山県倉敷市にある私立高等学校。

## 概要

### 沿革
主な出典：公式サイトより

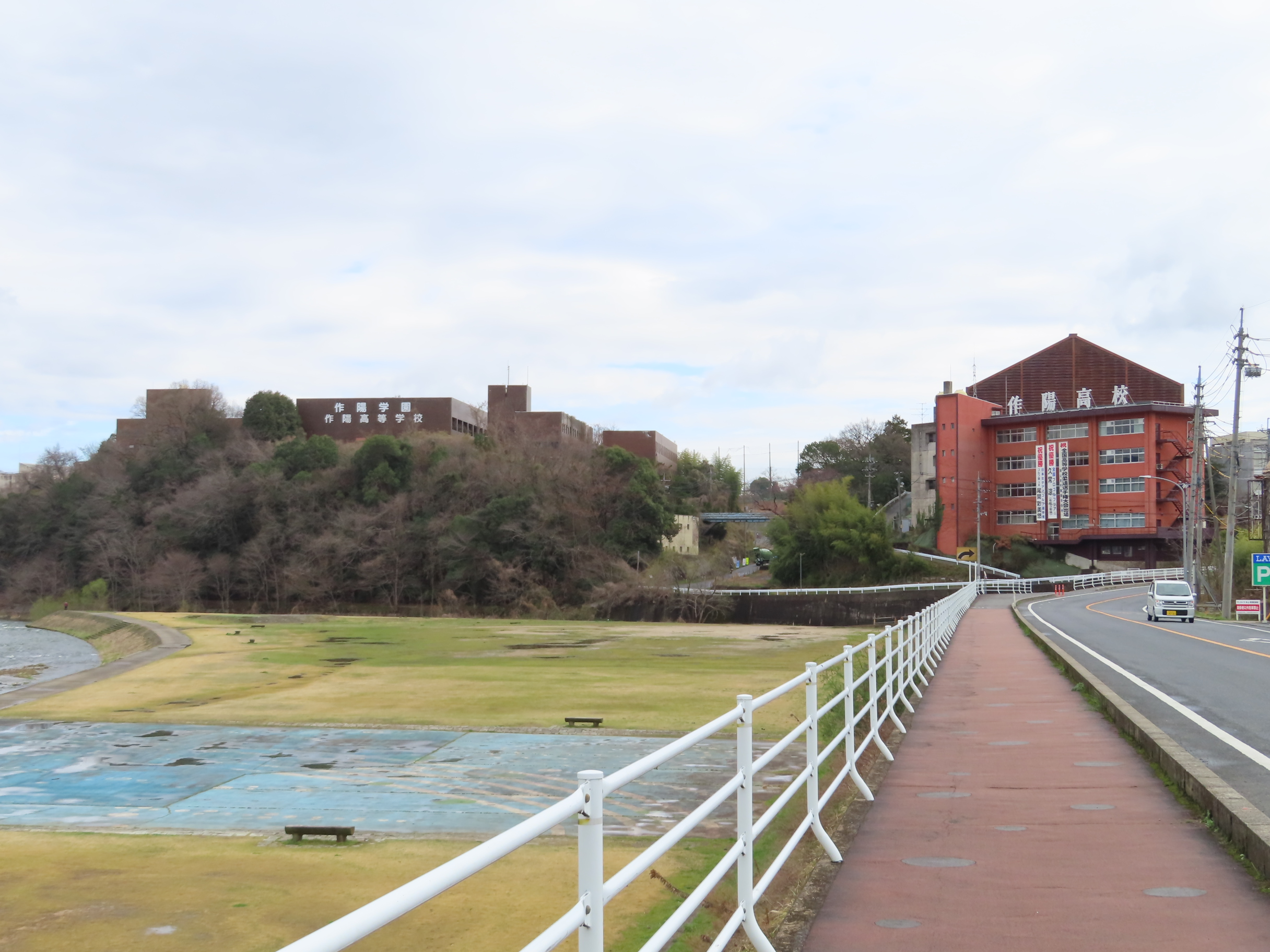
2023年3月までの校舎（津山市八出1320番地）

- 1930年（昭和05年）4月 - 津山市南新座において津山女子高等技芸学院として開校。
- 1931年（昭和06年）4月 - 津山女子技芸学校と改称。
- 1934年（昭和09年）5月 - 津山市南町（当時大谷）に校舎移転、5月2日を創立記念日に制定。
- 1936年（昭和11年）3月 - 甲種実業学校に昇格、津山女子高等技芸学校と改称。
- 1944年（昭和19年）4月 - 教育臨時措置法により教育課程を改編、岡山県作陽女子商業学校と改称。
- 1946年（昭和21年）3月 - 財団法人作陽学園設立認可。
- 1947年（昭和22年）4月 - 学制改革により、新制の岡山県作陽中学校を併設（1951年〈昭和26年〉生徒募集中止[3]）。
- 1948年（昭和23年）4月 - 学制改革により、岡山県作陽女子商業学校を廃し、岡山県作陽女子高等学校となる。
- 1950年（昭和25年）12月 - 学校法人作陽学園に組織変更認可。
- 1951年（昭和26年）4月 - 室戸台風以降再三の水害に伴う吉井川河川改修のため、津山市八出（当時桃山）に校舎を移転（1947年〈昭和22年〉に建設工事開始、1953年〈昭和28年〉移転完了）[4]。
- 1962年（昭和37年）4月 - 普通科に音楽コースを設置。
- 1963年（昭和38年）4月 - 男女共学となり岡山県作陽高等学校と改称。
- 1974年（昭和49年）4月 - 普通科に特別進学クラスを設置。
- 1995年（平成07年）4月 - 普通科に情報・秘書コースを設置。
- 2002年（平成14年）4月 - 普通科にスーパー特進コース、特別進学コース、進学・資格プロコース、保育・福祉コース、吹奏楽コース、音楽デザインコース、体育コース、大地コースを設置。
- 2015年（平成27年）4月 - 普通科5コース10系を6コース9系に改編。
- 2023年（令和05年）4月 - 倉敷市玉島八島に移転[5]。校名を作陽学園高等学校と改称[6][7]。

## 設置学科
出典：2023年度生徒募集要項
- 普通科
  - Proud コース
    - スーパー特進 / Leader クラス
    - スーパー特進 / 岡大・難関私大クラス

  - Progress コース
    - 進学 / アドバンスクラス
    - 進学 / スタンダードクラス

  - Professional コース
    - スポーツ & ミュージック クラス

### かつてあった学科内コース
出典：
- 普通科
  - スーパー特進コース
  - 特別進学コース
  - 進学コース
  - 総合教養コース（IT情報・フードデザイン・こども保育の3系）
  - スポーツコース（柔道・硬式野球・ゴルフの3系）
  - ミュージックコース（音楽デザイン・吹奏楽・演奏芸術の3系）

## クラブ活動
サッカー部は全国大会の常連であり、Jリーガーを多数輩出している。2002年の全国高校サッカー選手権岡山県予選決勝では延長戦で作陽の青山敏弘が決めた明らかなVゴールを青木隆主審が認めず、結果PK戦で敗退するという誤審事件があった（詳細は第81回全国高等学校サッカー選手権大会#岡山県予選決勝を参照）。第85回大会では大会得点王となるFW小室俊之らを擁し岡山県勢初の決勝進出を果たした。女子チームは｢作陽レディース｣として岡山湯郷Belleの下部組織にもなっている。
2008年に女子ゴルフ部が第29回全国高等学校ゴルフ選手権大会で優勝した。

## 学校関係者
- 池田浩子 - 元サッカー選手・サッカー指導者（女子サッカー部監督）
- 酒井貴政 - 元サッカー選手（作陽サッカー部）・サッカー指導者（サッカー部監督）
- 野村雅之 - 校長・サッカー指導者（サッカー部総監督）
- 佐藤貴博 - 社会科教諭（硬式野球部コーチ、部長）

## 著名な卒業生

### サッカー
- 青山敏弘 - サッカー選手（サンフレッチェ広島、日本代表）
- 秋田英義 - 元サッカー選手
- 池松秀明 - サッカー選手
- 伊藤涼太郎 - サッカー選手
- 加戸由佳 - サッカー選手
- 河津良一 - 元サッカー選手
- 河面旺成 - サッカー選手（名古屋グランパス）
- 木下淑晶 - 元サッカー選手
- 櫻内渚 - サッカー選手（FC今治）
- 茂本志穂 - サッカー選手
- 高松健太郎 - サッカー選手
- 田中秀哉 - 元サッカー選手
- 冨田実侑 - サッカー選手
- 中川理恵 - 元サッカー選手
- 中野琴音 - サッカー選手（岡山湯郷Belle)
- 永松達郎 - サッカー選手（BFCダウガフピルス）
- 奈良林寛紀 - 元サッカー選手
- 西山拓実 - サッカー選手
- 羽田一平 - サッカー選手（FC岐阜)
- 平岡翼 - サッカー選手（FC今治）
- 古邊考功 - 元サッカー選手・指導者
- 前田拓哉 - サッカー審判員
- 三谷沙也加 - サッカー選手（AC長野パルセイロ・レディース）
- 三野草太 - サッカー選手
- 宮下俊 - 元サッカー選手・同指導者
- 森宙舞 - サッカー選手（サンフレッチェ広島レジーナ）
- 森田美紗希 - サッカー選手（浦和レッズレディース）
- 森本勇一 - 元サッカー選手・同指導者
- 山下沙耶香 - サッカー選手（岡山湯郷Belle)
- 山本義道 - サッカー選手（ジュビロ磐田)
- 米原祐 - サッカー選手（Criacao Shinjuku）

### プロ野球
- 亀澤恭平 - 元プロ野球選手
- 田吹昭博 - 元プロ野球選手

### ゴルフ
- 東浩子 - 女子プロゴルファー
- 渋野日向子 - 女子プロゴルファー（在学当時は「澁野日向子」）
- 藤本麻子 - 女子プロゴルファー
- 尾関彩美悠 - 女子プロゴルファー
- 石川怜奈 - 女子プロゴルファー
- 幡地隆寛 - 男子プロゴルファー
- 生源寺龍憲 - 男子プロゴルファー

### 柔道
- 大野義啓 - 元柔道家
- 長澤憲大 - 柔道選手
- 高橋翼 - 柔道選手

### プロレス
- 愛野ユキ - プロレスラー
- 天満のどか - プロレスラー

### 芸能
- オダギリジョー - 俳優
- 立川晴の輔 - 落語家

### その他
- 岸本斉史 - 漫画家（漫画『NARUTO -ナルト-』の作者）
- 山本英雄 - 空手家
- 早瀬万豊 - 元社会人野球選手、関西大学野球部監督
- 早瀬友浦 - テレビ大分リポーター

## 系列校
- くらしき作陽大学
- 作陽短期大学
- くらしき作陽大学附属認定こども園

## 交通アクセス
- 鉄道
  - JR新倉敷駅北口より徒歩6分